# Менажница

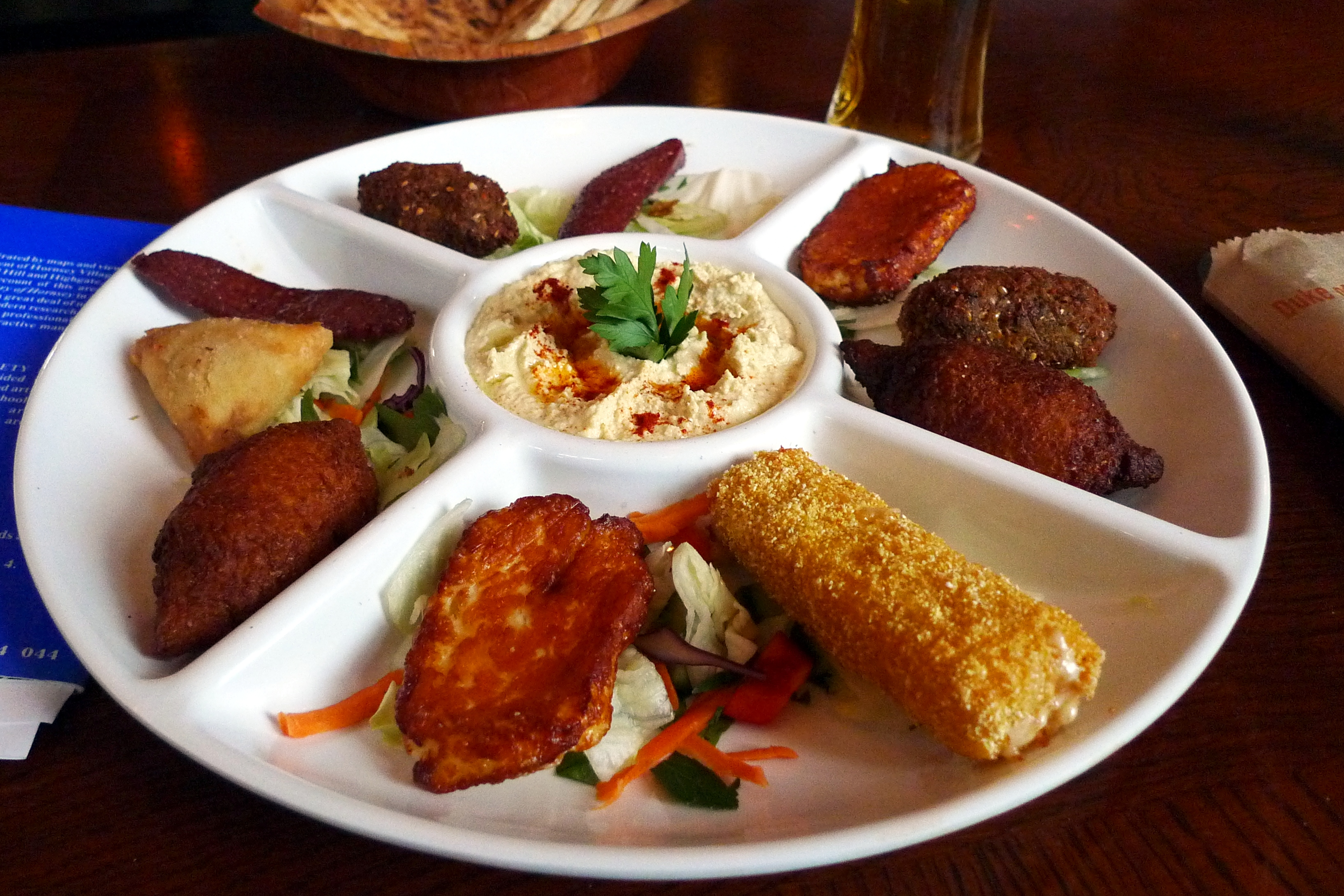
Цельная менажница с мясными закусками в лондонском пабе

Менажница (англ. compartment plate, итал. antipastiera, также кабаре́т (нем. Kabarett)) — однопорционное блюдо, разделённое внутри на несколько ячеек, позволяющее положить в одну тарелку разную еду, не смешивая её между собой. Используется при питании в ресторанах по схеме обед-буфет (шведский стол). В ряде стран (например, США) используется в качестве тарелки для стандартной сервировки в предприятиях общепита, обслуживающих государственные учреждения, например, школы, тюрьмы, больницы, армейские части и т. д.

## История
Менажница — относительно молодой предмет столового сервиза, изначально использовалась для питания в транспорте, когда за один раз надо было подать несколько блюд. 
По типу менажницы бывают цельные и составные, когда в основное блюдо ставятся тарелки-секции.
Менажницы изготавливают из нержавеющей стали, различных видов керамики и стекла, лакированного дерева (для суши), пластмассы и т. д.
Бывают также одноразовые менажницы из фольги или картона.
В 1950-е годы в США были популярны так называемые «Телеужины» («TV-dinners»), представляющие собой одноразовую герметично упакованную менажницу, наполненную набором замороженных блюд для полноценного одноразового питания с основным блюдом, гарниром, специями и десертом.
Менажница используется для сервировки различного рода фондю